# A Field in England
A Field in England és una pel·lícula històrica de terror psicològic britànica del 2013 dirigida per Ben Wheatley. La pel·lícula, rodada en blanc i negre, està ambientada durant la Guerra Civil anglesa de mitjans del segle XVII. La pel·lícula es va estrenar el 5 de juliol de 2013 en diverses plataformes simultàniament, com ara cinemes, mitjans domèstics i vídeo sota demanda. També es va emetre a Film4 el dia del seu llançament.

## Argument
Durant una batalla de la Guerra Civil Anglesa, l'assistent d'un alquimista anomenat Whitehead fuig de l'estricte comandant Trower. Whitehead és salvat per un soldat rude anomenat Cutler, que mata Trower abans que pugui detenir Whitehead. Aleshores, Whitehead coneix dos desertors de l'exèrcit, el veterà brusc Jacob i l'eixelebrat Friend. Els quatre abandonen el camp de batalla a la recerca d'una cerveseria que, segons Cutler, és a prop.
En canvi, Cutler els condueix a un camp on hi creixen molts bolets, on cuina un àpat amb uns bolets i anima els altres a menjar, que comparteixen, excepte per a Whitehead que està en dejuni. Després del menjar, treuen un irlandès, el Mag O'Neill, aparentment fora de terra amb una corda envoltada al voltant d'un pal de fusta estranyament tallat enterrat a terra. O'Neill és un alquimista rival per a qui treballa Cutler; i que havia robat documents al mestre de Whitehead, que Whitehead intenta recuperar. O'Neill ràpidament afirma l'autoritat sobre el grup i els parla d'un tresor amagat en algun lloc del camp.
El grup va al campament d'O'Neill, on O'Neill tortura Whitehead fins a la submissió per utilitzar-lo com a vaerta humana. Després d'utilitzar Whitehead per localitzar el tresor, que resulta que està a prop del campament, O'Neill ordena a Jacob i a Friend que el busquin mentre deixa en Cutler per supervisar-lo i se'n va a dormir a una tenda. En Jacob aviat sucumbeix a la influència dels bolets al·lucinògens, i després de diverses hores d'excavar ataca a Friend. Cutler riu i orina sobre ells, i quan Jacob intenta atacar-lo, en Cutler dispara accidentalment a Friend. Whitehead no pot salvar-lo, i Friend mor, dient-li a Jacob que lliuri un missatge a la seva dona, dient-li que l'odia. Cutler es veu obligat a acabar d'excavar tot sol, mentre Jacob s'estira al sotabosc i Whitehead diposita el cadàver d'en Friend en un matoll.
Cutler finalment s'acosta a arribar al tresor, cridant l'atenció d'O'Neill, que descobreix que Jacob i Whitehead han desaparegut. Arribant on es troba el cadàver d'en Friend, O'Neill persegueix a Whitehead, que ingereix una quantitat considerable de bolets, augmentant la seva consciència, però patint una experiència al·lucinatòria, en la qual evoca un vent violent per eixugar la tenda del campament. Cutler descobreix que el "tresor" és només una calavera, que lença amb ràbia. Jacob torna per unir-se a Whitehead per escapar d'O'Neill.
Cutler aconsella enutjat a O'Neill, culpant-lo de confiar en Whitehead i mentir-li sobre la cerveceria, que era simplement una estratagema per atraure Jacob i Friend, i abusa d'ell. O'Neill mata ràpidament a Cutler i després persegueix a Whitehead i Jacob, que recopilen les armes de Cutler i tornen al campament bolcat. Mentre es preparen per a un atac, Friend apareix viu i revela la seva ubicació a O'Neill. Mentre Jacob llença a Friend a terra per aturar-lo, O'Neill dispara a Jacob a les entranyes, però Jacob torna el foc trencant la cama d'O'Neill, Jacob mor a causa de les seves ferides, després que ell i Whitehead se sorprenguin que el tresor era l'amistat que compartien. Friend dispara la pica de Cutler i carrega O'Neill, però O'Neill el mata amb el seu últim tret. Whitehead aprofita la situació per matar finalment O'Neill disparant-li a la part posterior del cap.
Whitehead enterra els cadàvers dels seus amics al forat i abandona el camp. Amb la roba d'O'Neill, reuneix els documents robats del seu amo i torna a la bardissa on va conèixer per primera vegada Cutler, Jacob i Friend, d'on surten els sons de la batalla. Després de travessar la bardissa, veu Friend, Jacob i ell mateix junts.

## Repartiment
- Reece Shearsmith com a Whitehead
- Michael Smiley com a O'Neill
- Peter Ferdinando com a Jacob
- Richard Glover com a amic
- Ryan Pope com a Cutler
- Julian Barratt com a comandant Trower

## Producció
A Field in England està dirigida per Ben Wheatley i basada en un guió d'Amy Jump. Wheatley es va interessar per l'ambientació històrica de la pel·lícula de la Guerra Civil Anglesa quan va filmar un documental sobre The Sealed Knot, una societat de recreació històrica. En la seva investigació, Wheatley també va conèixer l'ús d'al·lucinògens durant el segle XVII. Va dir: "La gent solia triturar bolets en pols i bufar-los a la cara de la gent i després fer trucs de màgia." Wheatley va buscar finançament per produir la pel·lícula, que havia planificat des de fa anys. Finalment, la pel·lícula va ser desenvolupada i finançada per Film4.0, una divisió de Film4 que serveix com a centre d'innovació. Variety va informar que la pel·lícula va ser descrita com "un viatge psicodèlic a la màgia i la bogeria". Wheatley va dir que A Field in England combina "els elements més psicodèlics" de les seves pel·lícules anteriors Kill List i Sightseers i "teixeix en la nostra visió del drama històric" amb la guerra civil anglesa.
La pel·lícula es va rodar en blanc i negre. The Observer va dir que l'estil formava part d'un ressorgiment amb pel·lícules com The Artist, Molt soroll per no res, Frances Ha i Nebraska. Wheatley va dir que ell i el director de fotografia Laurie Rose van prendre la decisió espontània de filmar en blanc i negre. Wheatley i Rose van veure Culloden i altres pel·lícules de Peter Watkins, així com pel·lícules d'art dels anys 60 i 70, per explorar l'estil. La parella va experimentar amb proves de càmera abans de filmar A Field in England i es van comprometre amb l'estil "senzill". Amb un pressupost de producció de 300.000 £, el rodatge de va començar a finals de setembre de 2012. Va tenir lloc al camp fora de Guildford a Surrey. El rodatge va durar 12 dies.

## Llançament
A Field in England es va projectar en competició al 48è Festival Internacional de Cinema de Karlovy Vary el 4 de juliol de 2013, on va guanyar el Premi especial del jurat. Va ser llançada al Regne Unit el 5 de juliol de 2013 a través de diverses plataformes simultàniament. The Hollywood Reporter va dir: "Amb A Field in England serà la primera vegada que s'estreni simultàniament un títol de producció pròpia als cinemes, en DVD, televisió gratuïta i vídeo sota demanda". La pel·lícula havia rebut finançament de la cadena BFI Distribution Fund New Models, "que admet models de llançament experimentals". Film4 i els seus braços 4DVD i Film4 Channel van col·laborar amb la distribuïdora Picturehouse Entertainment i amb el BFI Distribution Fund per al llançament. Wheatley va comparar el llançament multiplataforma amb com el grup Radiohead va llançar el seu àlbum In Rainbows de manera gratuïta.
Drafthouse Films va adquirir els drets per distribuir la pel·lícula a Amèrica del Nord.Es va associar amb Cinedigm el setembre de 2013 i van estrenar la pel·lícula el 6 de febrer de 2014 en diverses plataformes i formats.
Per a l'estrena al cinema de A Field in England al Regne Unit, Weltons Brewery va elaborar una cervesa d'edició limitada per regalar als espectadors del cinema. La cervesa tenia el lema "Obre i deixa entrar el diable" per relacionar-se amb l'ús d'al·lucinògens a la pel·lícula. La cervesa s'embotellava amb llevat, que requeria un abocament lent per assegurar una "fermentació secundària contínua" perquè la cervesa estigués fresca.

## Recepció
La pel·lícula va rebre crítiques positives. Al lloc web d'agregació de pel·lícules Rotten Tomatoes, té una puntuació del 86%, amb una puntuació mitjana de 7,2/10, basada en crítiques de 67 crítics. El consens del lloc diu: "Conjunt imprudentment i ocasionalment convincent malgrat ell mateix, A Field In England mostra una veu singularment brillant al cinema britànic". Té una puntuació de 73/100 a Metacritic, basada en les ressenyes de 19 crítics. Peter Bradshaw de The Guardian va escriure que A Field in England era una pel·lícula "gris i visceral" que estava "exposada als elements, tremolant de febre i malestar". Bradshaw va dir que Wheatley ha "il·luminat intel·ligentment l'únic període que s'adapta perfectament als seus visuals depurats i als seus instints subversius". Jonathan Romney de The Independent va escriure que la pel·lícula era "la pel·lícula més inclasificable fins ara de Wheatley, barrejant drama històric, psicodèlia dels anys 60 i experimentació formal". Va dir: "Per molt defectuós que sigui, A Field of England és un assoliment, generant un infern terrestre gairebé del no-res: brutícia i vent, un tros de terra, uns nois amb barbes esquitxades. El resultat, en clau menor, és una explosió: Apocalypse Now entre les bardisses."
Stephen Dalton, en una ressenya per a The Hollywood Reporter, va dir: "Un thriller històric sorprenentment original condimentat amb misticisme ocult i al·lucinacions enlluernadores, el quart llargmetratge del director britànic Ben Wheatley té tota la intensitat d'un futur clàssic de culte". Dalton va assenyalar defectes a la pel·lícula, però va dir que, a part d'ells, A Field in England és un treball ric, estrany i d'una intensa intensitat d'un equip d'escriptor-director molt original." Peter Debruge de Variety va anomenar A Field in England experiment inclassificable entre gèneres... que simultàniament reinventa i regurgita el cinema britànic de baix pressupost a mesura que va". Debruge va dir sobre l'enfocament del director: "Clarament, Wheatley està avorrit amb l'enfocament dels seus contemporanis de terror, però ha oscil·lat fins ara en la direcció oposada aquí, el resultat sembla gairebé aficionat a l'avantguarda de vegades, culpable del tipus d'indulgències que amb prou feines es tolera a les pel·lícules d'estudiants."

### Guió
Peter Bradshaw de The Guardian va dir que A Field in England tenia "un guió més literari" que "la sensació d'improvisació" de les pel·lícules anteriors de Wheatley. Bradshaw va comparar l'escriptura amb la de Dennis Potter i Edward Bond. També va trobar el to britànic similar a les pel·lícules Els gossos de palla i Withnail i jo. Romney de The Independent va dir: "El guió conté diàlegs d'època molt sucosos, tot i que sovint es perd l'essència entre talls agitats, moviments de càmera borratxos i l'hàbit dels homes d'agafar-se per la gola". Per a Romney, "els moments més aguts de claredat" a la narració van venir al diàleg. Dalton de The Hollywood Reporter va escriure: "Un dels plaers de la pel·lícula és el seu ric diàleg: una combinació madura de les gales shakespearianes, insults salats i humor de tocador". El document comercial va assenyalar: "Jump crea algunes tensions interessants entre la fe cristiana i la bruixeria pagana, la ciència i la bruixeria, els soldats i els estudiosos".

### Director de fotografia
The Guardian va escriure que "les imatges monocromes" eren similars a les de la pel·lícula de 1975 Winstanley. The Independent' ", va dir que la fotografia tenia "una gràcia visual furiosa i ... una bellesa ominosa, sovint abstracta". "The Hollywood Reporter" va elogiar la cinematografia "excel·lent" d' "encantadores vistes monocromes marcades per primers plans extrems de plantes, animals, insectes i rostres humans turmentats". Variety va escriure: "El compromís amb el monocrom treu una bellesa en gran part absent en col·laboracions anteriors amb Laurie Rose , tot i que el seu estil portàtil i les seves configuracions de trencament d'eix sovint desorienten, i no necessàriament de manera que ajudin el desequilibri psíquic que la imatge vol dir aconseguir."

### Repartiment i personatges
The Guardian va escriure: "Smiley és un gran O'Neil, espantós i dominant, mentre que Shearsmith's Whitehead és hilarantment sotmès". Va afegir sobre el paper de Shearsmith: "La seva actuació aquí és igual i millor que els personatges 'gòtics' que ha creat a la televisió". Variety també va elogiar l'actuació de Shearsmith perquè va deixar "la impressió més forta". El document comercial va expressar la seva decepció per la manca general de desenvolupament del personatge, "Tot i que Wheatley i Jump s'han sortit amb la seva eliminació de l'exposició i els detalls tradicionals del personatge en el passat, és frustrantment difícil seguir el que busca aquest grup abigarrat, i molt menys distingir entre les diferents personalitats."

### Edició
Ben Wheatley i Amy Jump van editar la pel·lícula junts. Variety va dir que els editors "hipnotitzen l'audiència tallant cap endavant i cap enrere entre plans dels diferents personatges, plegant i reflectint les imatges en al·lucinacions desconcertants". The Independent va escriure. que el "gran joc de focs artificials" dels editors era el d'una experiència psicodèlica, que era "un pandemoni estroboscòpic d'imatges miralls, talls de flaix, esclats de llum".

### Música i so
The Hollywood Reporter va dir: "El dissenyador de so Martin Pavey i el compositor Jim Williams també mereixen una menció especial per sustentar aquestes escenes d’ostensible calma pastoral tensament tranquil·les amb un ressac constant d'amenaça ressonant i agitada. The Independent va elogiar el treball de Pavey: "Tot flota sense amarrar, el diàleg té el mateix estat sonor que el vent o la música estranya."